# Metro: Last Light
Metro: Last Light este un joc Single-Player First-Person-Shooter cu tema Post-Apocalyptic si cu elemente Survival-Horror facut de Ukranian studio 4A Games si publicat de Deep Silver pentru Microsoft Windows,OS X,Linux,Play Station 3,Xbox360,PlayStation 4 si Xbox One.Jocul face parte din seria Metro.Este al doilea joc.Cu o grafica mai buna,Metro:Last Light este cunoscut ca si Metro 2034.

## Poveste(spoilers)
Ca si in Metro 2033. Numele personajului tau este Artyom. In jocul precendent ai salvat lumea... Oare? Doar ca in anul 2034, lumea a descoperit ca a mai ramas un Dark One...